# Hahnrei

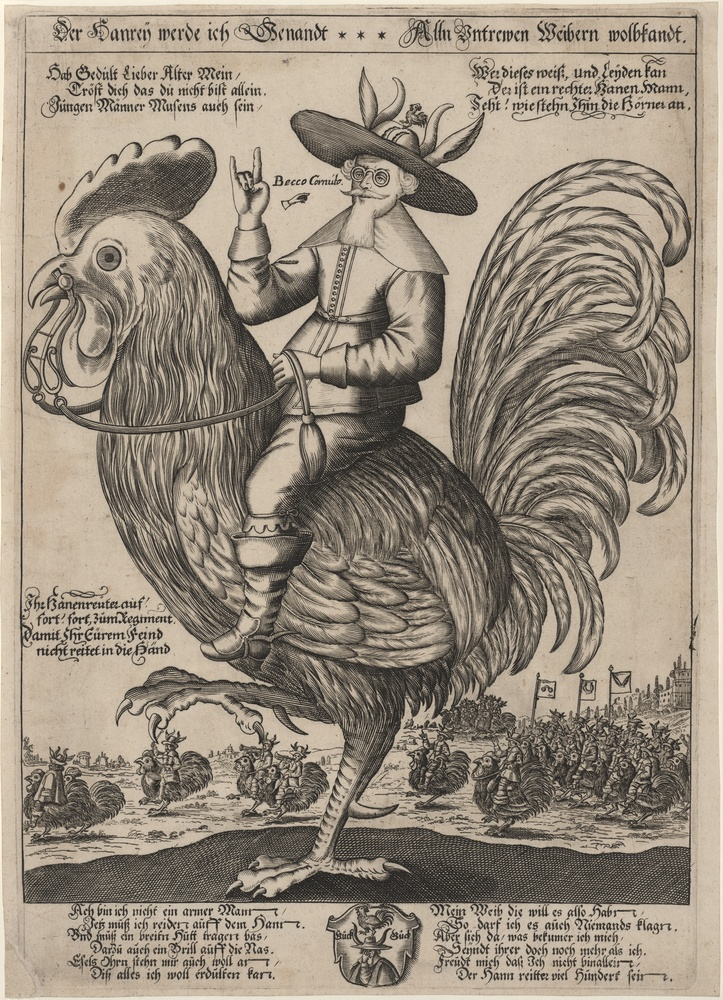
Spottbild eines Hahnreis (ca. 1618–1648)

Mit Hahnrei wird ein Ehemann bezeichnet, dessen Ehefrau fremdgegangen ist. Die zugehörige Redewendung, dass einem betrogenen Ehemann „Hörner aufgesetzt“ worden seien, es sich bei ihm also um einen „Gehörnten“ handle, lässt sich vermutlich auf die früher übliche Kastrierung von Hähnen (Kapaune) zurückführen: Zur Kenntlichmachung wurden den kastrierten Hähnen die Sporen abgeschnitten und in den Kamm gesetzt, wo sie zu einer Art von Hörnern auswuchsen.
Für das Hochmittelalter ist eine Verwendung des Wortes „Kapaun“ im Sinne von Ehebrecher und auch Kuppler belegt. Vom 17. Jahrhundert an waren Hahnrei-Spottbilder, auch in der Form von Medaillen, besonders beliebt, die – etymologisch unrichtig – einen „Hahnen-Reiter“ zeigen. Nach Hermann Dunger setzt sich die Bezeichnung Hahnrei jedoch aus Hahn und Reh, einem gehörnten Tier eben, zusammen; daneben gibt es eine Reihe anderer Deutungen.
Im neueren deutschen Sprachgebrauch wird der Mann, der einen Intimkontakt seiner Frau oder Partnerin zu einem anderen Mann wünscht, mit dem englischen Lehnwort Cuckold (auch „Cuck“) bezeichnet, während das Wort im Englischen sowohl für jenen als auch für den anderen Mann verwendet wird.